# Dana Rucker
Dana Rucker (ur. 22 czerwca 1971) – amerykański bokser, zwycięzca turnieju Golden Gloves w roku 1997.

## Kariera amatorska
W marcu 1997 został wicemistrzem Stanów Zjednoczonych w kategorii średniej. W finale przegrał wyraźnie na punkty z Jorge Hawleyem. W maju tego samego roku zwyciężył w prestiżowym turnieju Golden Gloves, na którym rywalizował w kategorii średniej. W półfinale tego turnieju pokonał na punkty Rodneya Ropera, a w finale walkowerem zwyciężył Randy'ego Griffina.

## Kariera zawodowa
Na ringu zawodowym zadebiutował 29 października 1997, pokonując w debiucie Joe Holmana. 25 stycznia 2001 został mistrzem Stanów Zjednoczonych stanu Maryland po zwycięstwie nad Derrickiem Whitleyem. Ostatni zawodowy pojedynek stoczył 14 listopada 2002, przegrywając z Darnellem Wilsonem. Karierę zakończył z rekordem 13 zwycięstw oraz 5 porażek.